# 스스가야촌
스스가야촌(일본어: 煤ヶ谷村)은 일본 가나가와현 아이코군 북서부에 위치했던 촌이다.
1956년 9월 30일에 미야가세촌과 합병해 기요카와촌이 되었다. 현재의 주소표기는 아이코군 기요카와촌 스스가야에 해당한다.

## 역사
- 1889년 4월 1일 - 정촌제 시행에 의해 아이코군 스스가야촌이 성립하였다.
- 1956년 9월 30일 - 미야가세촌과 합병해 기요카와촌이 되었다.

## 교통

### 도로
- 가나가와현도 제64호선 이세하라 쓰쿠이선
- 가나가와현도 제70호선 하타노 키요카와선

## 참고 문헌
- 角川日本地名大辞典編纂委員会,『角川日本地名大辞典 神奈川県』1984, 角川書店